# Aléseuse
Une aléseuse est une machine-outil qui permet de réaliser des surfaces de révolution de façon industrielle par des opérations d'alésage, de lamage ou de perçage ou de fraisage,,,. 
Dans les ateliers spécialisés en usinage de grosses pièces (de quelques centaines de kilogrammes à plusieurs dizaines de tonnes), on utilise des aléseuses-fraiseuses à commande conventionnelle (manuelle) ou à commande numérique.

## Généralités
Les aléseuses permettent de percer, aléser et fraiser. Il en existe de différents types assurant chacun, pour une grandeur de pièce déterminée, la rigidité du système et les déplacements relatifs. Broche horizontale.
- Aléseuse pour petites pièces : La table montée sur console est mobile dans les trois directions rectangulaires et la broche conserve une direction fixe sur le bâti.
- Aléseuse pour pièces moyennes : La console est supprimée, le déplacement vertical s'applique à la broche et à sa lunette guidée le long de deux montants fixes. La table ne reçoit plus que les mouvements longitudinal et transversal.
- Aléseuse pour pièces lourdes et encombrantes : La table est entièrement fixe ; la broche et sa lunette sont établies sur montants verticaux guidés chacun sur des glissières transversales. Seul, l'outil reçoit les mouvements d'avance et les déplacements.

Accessoirement, les aléseuses réalisent couramment les opérations de perçage, de lamage, de surfaçage, de tourillonage, de fraisage et, parfois, de filetage, ce qui leur confère une universalité plus ou moins complète.

## Types de générations
Il existe plusieurs type de générations : 
- Alésage à l’outil de forme : L'outil utilisé est un foret ou/et un alésoir,
- Alésage à l’outil d’enveloppe : L’outil est monté sur un porte-grain pour un usinage simple et court dit en l’air ou sur une barre d’alésage pour le travail plus complexe (précision, rigidité).

## Historique
Les machines à aléser, destinées à percer et ajuster avec précision des pièces métalliques, ont vu le jour à la Renaissance, notamment avec les esquisses de Léonard de Vinci. Mais c’est en 1775 que John Wilkinson conçoit la première véritable aléseuse industrielle, capable d’usiner des cylindres pour canons avec une grande exactitude. Son invention sera rapidement adoptée par James Watt pour améliorer la fabrication des machines à vapeur, contribuant ainsi au développement de la révolution industrielle.
Au fil des siècles, ces machines se perfectionnent : elles deviennent plus robustes, plus précises et plus automatisées. Le XXe siècle voit apparaître des modèles spécialisés, comme les aléseuses à coordonnées pour l’industrie horlogère. L’avènement des commandes numériques (CNC) dans les années 1970 marque une nouvelle étape : les machines à aléser deviennent entièrement automatisées, plus rapides et capables de répondre aux exigences de haute précision dans des domaines comme l’aéronautique, l’automobile ou le médical.

## Les machines
Les aléseuses doivent être précises, robustes et maniables.

### Mécanisme de coupe
La broche rigide est coulissante comme sur les perceuses mais avec un grand déplacement longitudinal. Elle entraîne les outils par cône morse normal, toutefois, lorsque l'effort tangentiel est élevé (cas du fraisage), un système tenon et mortaise en bout de broche garantit l'entraînement.
De même pour le travail "en tirant", une clavette transversale complémentaire soutient le coincement des portées coniques.
Enfin, sur le plateau, une glissière radiale reçoit le porte-outil approprié à l'opération de surfaçage, de tourillonnage.

### Mécanisme des avances
- Avance longitudinale donnée à la table ou à la broche ;
- Avance transversale donnée à la table ou aux montants (table fixe) ;
- Avance radiale donnée à la table glissière du plateau pour le surfaçage.

Toutes ces avances sont automatiques, variables, et peuvent être inversées. Sur certaines machines, une série de roues permet le filetage.

## Déplacements

### Déplacements linéaires
Mesure de déplacements linéaires pour assurer la distance entre axes par coordonnées rectangulaires :
- Par tambour gradué sur vis des chariots, le filet rectifié des vis avec les tambours divisés assurent une lecture à 0,01 mm (défauts, influence des jeux, usure locale des filets) ;
- Par règle de précision divisée et Vernier au 1/20 ou 1/50, une loupe facilite la lecture ;
- Par lecture optique et règle de précision, efficace à 0,01 mm ;
- Par jauges de longueurs pincées entre butées ayant une longueur égale au déplacement. La sensibilité est améliorée lorsque l'une des butées est munie d'un indicateur de contact (comparateur) à 0,01. Pour un travail unitaire, une série de jauges standards échelonnées par 25 mm assurent toutes les mesures en plaçant une jauge micrométrique de 25 mm.

### Déplacements angulaires
- Avec plateau à rainures à té orienté sur table fixe ;
- Par pivotement de la table (verrouillage à 90°, 180°, 270° et 360°) ou plateau pivotant ;
- À l'aide d'une règle sinus ;
- Avec lecture optique.

## Outils d’aléseuses
On distingue d'une part les outils travaillant en bout, c'est-à-dire en porte-à-faux ou en l'air (alésoir) et, d'autre part, les outils montés sur barre d'alésage, elle-même soutenue à son extrémité.
Les divers outils sont dits : d'ébauche, d'approche, de calibrage (ou finition).

### Outils en l’air à dimension fixe
- Ébauche : le foret aléseur (figure F1)

Utilisé pour agrandir des trous bruts avec forte surépaisseur, très souvent irrégulièrement répartis. Sa forme et son travail rappellent l'outil de perçage (3 ou 4 lèvres), mais son âme est plus robuste.
Les forets aléseurs d'ébauche existent de 0,25 à 0,50 mm des cotes nominales et aussi aux cotes nominales pour finition directe peu précise (tolérance H11)
- Finition : l'alésoir de finition (figure F2), employé pour les alésages débouchant.

Toutefois, pour les alésages borgnes, l'entrée courte forme un angle de 90°.
Les alésoirs sont à alésage conique ou cylindrique et s'adaptent à un corps avec entraînement par mortaise, l'alésage cylindrique est adapté pour le montage sur barre d'alésage.

### Outils en l’air à dimension variable
- Alésoir expansible en bout (figure R1), déformation 0,15 à 0,25 mm outil fragile ;
- Alésoir à lames rapportées (figure R2) ;
- Tête à réglage micrométrique (figure A), convient pour les courts alésages, graduation permettant le déplacement du grain à 0,01 mm ;
- Tête à planer (figure A) permet le surfaçage par chariotage (déplacement radial mécanique) ou pour l'usinage de chambrages et des gorges circulaires.

### Outils supportés (barre d’alésage)
Le travail précis des longs alésages ne peut être obtenu qu'en éliminant les flexions dues au porte-à-faux inhérent au travail en l'air en utilisant un outil soutenu en un 2e point ("lunette") ou plusieurs points.
Des lunettes existent en fonte aciérée pour petites séries, acier dans les grandes séries, ou à grande vitesse (roulement à aiguille).
Cette barre en acier traité attelée à la broche doit être rigide, cylindrique, sans défaut de rectitude avec un positionnement des outils de façon à équilibrer les réactions radiales (figure B2)

### Outils sur barre d’alésage
Les travaux unitaires sont réalisés avec un équipement standard comprenant une série de barres et de lunettes. Les logements d'outils sont échelonnés le long des barres.
Par contre, le travail en série exige des barres spéciales et chacune peut recevoir des grains réglables ou centrés ou des manchons creux à aléser ou lamer.
Le blocage se fait par vis sans tête, clavette cylindrique dont le méplat forme coin pour les outils réglables. Pour les outils symétriques, la goupille conique est fréquemment employée.
En travail unitaire, on emploie avec intérêt les grains à réglage micrométrique pour une précision de l’ordre de 0,01 mm.